# مسجد التوبة (تبوك)
28°23′20″N 36°33′27″E / 28.38889°N 36.55750°E
مسجد التوبة أو المسجد الأثري أو ما يعرف عند أهالي مدينة تبوك بمسجد الرسول. تعود نشأة المسجد إلى غزوة تبوك سنة 9 هـ حيث أدى الرسول محمد الصلاة فيه عشر ليال. أول بناء للمسجد كان في عهد الخلفية الأموي عمر بن عبد العزيز، حيث كان بناؤه من الطين وسعف النخل للسقف والحجارة المنقوشة.، ثم تجدد بناء المسجد في العهد العثماني عام 1062 هـ الموافق 1651م، وأعاد بناءه مرة أخرى في العهد السعودي وأمر بتجديد بنائه على طراز الحرم النبوي الشريف في عام 1393 هـ.

## الموقع والأهمية
يقع مسجد التوبة في منطقة وسط البلدة القديمة، وبالقرب من قلعة تبوك. يقع المسجد على امتداد أشهر أسواق المدينة وهو سوق الجادة أو جادة فهد بن سلطان. كما يقع مسجد التوبة قرب طريق الأمير فهد بن سلطان، وطريق عثمان بن عفان.
يُعتبر المسجد النواة الرئيسية التي تشكلت منها مدينة تبوك بأحيائها وأسواقها، ويقع إلى جوار المسجد بعض الأماكن الأثرية، كعين السكر التي يرتبط تاريخها بغزوة تبوك، حيث مر بها الرسول فغسل وجهه ويديه فجرت العين بماءً كثير فاستقى الناس كلهم، فقال الرسول لمعاذ بن جبل: «يوشك يا معاذ إن طالت بك الحياة أن ترى ما ها هنا قد ملئ جنانا». بالقرب من العين تقع قلعة تبوك التي أنشئت في العصر العباسي، ثم أعيد بناؤها في عهد السلطان العُثماني سليمان القانوني سنة 967 هـ، وجددت عمارتها مرات عديدة. بجوار المسجد مقبرة قديمة يعود تاريخها لنفس فترة غزوة تبوك.

## التاريخ
يعد المسجد واحدًا من أبرز معالم منطقة تبوك وأشهر مساجدها، واكتسب مكانته لما يمثله من تجسيد لمرحلة تاريخية مهمة تتمثل في غزوة تبوك، وجيش العسرة الذي جهّزه النبي محمد سنة 9 هـ لملاقاة جيش الروم. بحسب المراجع التاريخية تعود نشأة المسجد إلى غزوة تبوك، حينما عقد الرسول محمد العزم في السنة التاسعة من للهجرة لملاقاة جيش الروم، فجهّز جيش العسرة، ولما وصل الجيش بقيادة النبي إلى منطقة تبوك، وتحديدًا البقعة التي عليها المسجد، مكث نحو 20 ليلة فلم يأتهم أحد من جيش الروم، فأخذ النبي يستقبل الوفود التي جاءت للمصالحة ودفع الجزية ليتخذ من مسجد التوبة مكانًا له، حيث أدى الرسول الصلاة فيه نحو عشر ليالٍ وذلك لقرب المسجد من عين جارية في ذلك الوقت يُطلق عليها عين السكر (عين تبوك حاليًا).

## البناء
ذكر المؤرخون أن أول بناء للمسجد كان في عهد الخليفة الأموي الراشد عمر بن عبد العزيز، حينما كان واليًا على المدينة، وتمَّ بناؤه من الطين والجريد وسعف النخل للسقف، وتمَّ تجديد بناء المسجد في العهد العثماني عام 1062 هـ الموافق 1651م، وجُدِّدَ مرة أخرى في عهد الأتراك عام 1325 هـ حيث بُني من الأحجار المشذبة ذات الطرز الإسلامي.
ظل المسجد على هذا الحال حتى زار الملك فيصل بن عبد العزيز مدينة تبوك كما جاء في موسوعة آثار المملكة، وقيل إنه دخل المسجد وصلَّى ركعتي تحية المسجد ثم أمر بإعادة بنائه مرة أخرى بشكله الحالي وتجديد بنائه على طراز وتصاميم مشابهة للحرم النبوي الشريف، وذلك في الرابع من شهر شعبان لعام 1393 هـ. بدأ العمل بإعادة بناء المسجد وتمت إضافة ما حوله من فناء ودفنت البئر المجاورة له، وأُزيل ما حوله من مباني قديمة، ومنها مبنى المالية في تبوك سابقًا، لتكون هناك مساحة واسعة حول المسجد، وتمَّ الانتهاء من البناء عام 1395 هـ، وبعد اكتمال البناء صدر قرار تعيين إمام المسجد محمد عمر غبان في عام 1398 هـ. وتوجد بالقرب من المسجد مقبرة دُفن فيها عدد من صحابة الرسول.
في عام 1409 هـ، وجَّه فهد بن سلطان أمير منطقة تبوك بتحسين المنطقة المؤدية إلى المسجد، وتم تطوير المنطقة المحيطة بالمسجد بالشراكة بين الهيئة العامة للسياحة والتراث الوطني وفرع وزارة الشؤون الإسلامية والدعوة والإرشاد بتبوك، وأمانة منطقة تبوك. يتسع المسجد حاليًا لحوالي ألف مصلي.

## في كتب التاريخ
قال ابن رشد في بيانه عن مساجد غزوة تبوك: «بني النبي صلى الله عليه وسلم مساجد تبوك بين تبوك والمدينة نحو ستة عشر مسجدًا، أولها بتبوك وآخرها بذي خشب»، قال ابن إسحاق: «كانت المساجد معلومةً مسماه». ذكر كتاب عمدة الأخبار في مدينة المختار عن مسجد تبوك حيث قال ابن زبالة: «يقال له مسجد التوبة». قال المطري: «وهو من المساجد التي ابتناها عمر بن عبد العزيز». قال المجد: «دخلته غير مرة، وهو عقود مبنية بالحجارة فنسبته إلى الرسول صلى الله عليه وسلم أو تسميته بذلك غير صحيحة، فاسمه مسجد التوبة أو مسجد تبوك». فيما وصفه أحد الرحالة الأوائل ابن شجاع المقدسي حينما قدم الي تبوك، قال عنه في سنة 623 هـ: «أن بها ماء ينبع ومسجد يُزار، وأن الحجاج يدعون بها أثقالهم عند العرب من بني عقبة، وأنهم يقيمون بها يوماً ثم يستعدون للمفازة الكبرى».

## تسميته بمسجد الرسول
قال المجد: «دخلته غير مرة، وهو عقود مبنية بالحجارة فنسبته إلى الرسول صلى الله عليه وسلم أو تسميته بذلك غير صحيحة، فاسمه مسجد التوبة أو مسجد تبوك». وقد سُئل عبد الله بن عبد الرحمن الجبرين عن أنه بُني مسجد أثري قديم بالقرب من عين ماء في تبوك وعلى ضوء ذلك يعتقد عامة الناس أن هذا المسجد بني في مكان كان يصلي فيه الرسول وأن هذا المسجد مسجد الرسول، فقال: «لا صحة لهذا القول، ولا يعرف بالتحديد مسجد النبي صلى الله عليه وسلم في تبوك ولو كان معروفًا لاشتهر عند المؤرخين ولذكروه في كتبهم، وهكذا أيضًا هذه العين لا صحة لما ذكر عنها، ولا دليل على ما ذكر من أن من شرب منها يخرج منه دم، فلا يجوز مثل هذه الاعتقادات، والواجب أن يرد أمر المسجد وأمر العين إلى القضاة في تبوك أو في غيرها. والله أعلم».

## انظر ايضاً
- تبوك
- مسجد القبلتين
- المسجد الكبير (الطائف)
- قلعة تبوك

## وصلات خارجية
- فيديو مصور عن مسجد التوبة في تبوك
- صورة قديمة لمسجد التوبة يعود تاريخها عام 1380 هـ
- مسجد التوبة في تبوك.. صلّى في موقعه النبي 10 ليالٍ.
- «التوبة» أقدم مساجد تبوك.. الرسول وضع حجر أساسه.
- مسجد التوبة.. من مساجد رسول الله صلى الله عليه وسلم.